# Vlag van Lede
De vlag van Lede werd door de gemeenteraad op 29 juni 1984 officieel vastgesteld als de gemeentelijke vlag van de Oost-Vlaamse gemeente Lede. Op 5 november 1984 werd hij door het Bestuur van Vlaanderen bevestigd en uiteindelijk gepubliceerd op 8 juli 1986 in het officiële Belgisch Staatsblad.
Officieel wordt de vlag beschreven als:
Blauw met drie gele Sint-Antoniuskrukken
De vlag is volledig gebaseerd op het gemeentewapen en ziet er dus helemaal hetzelfde uit.

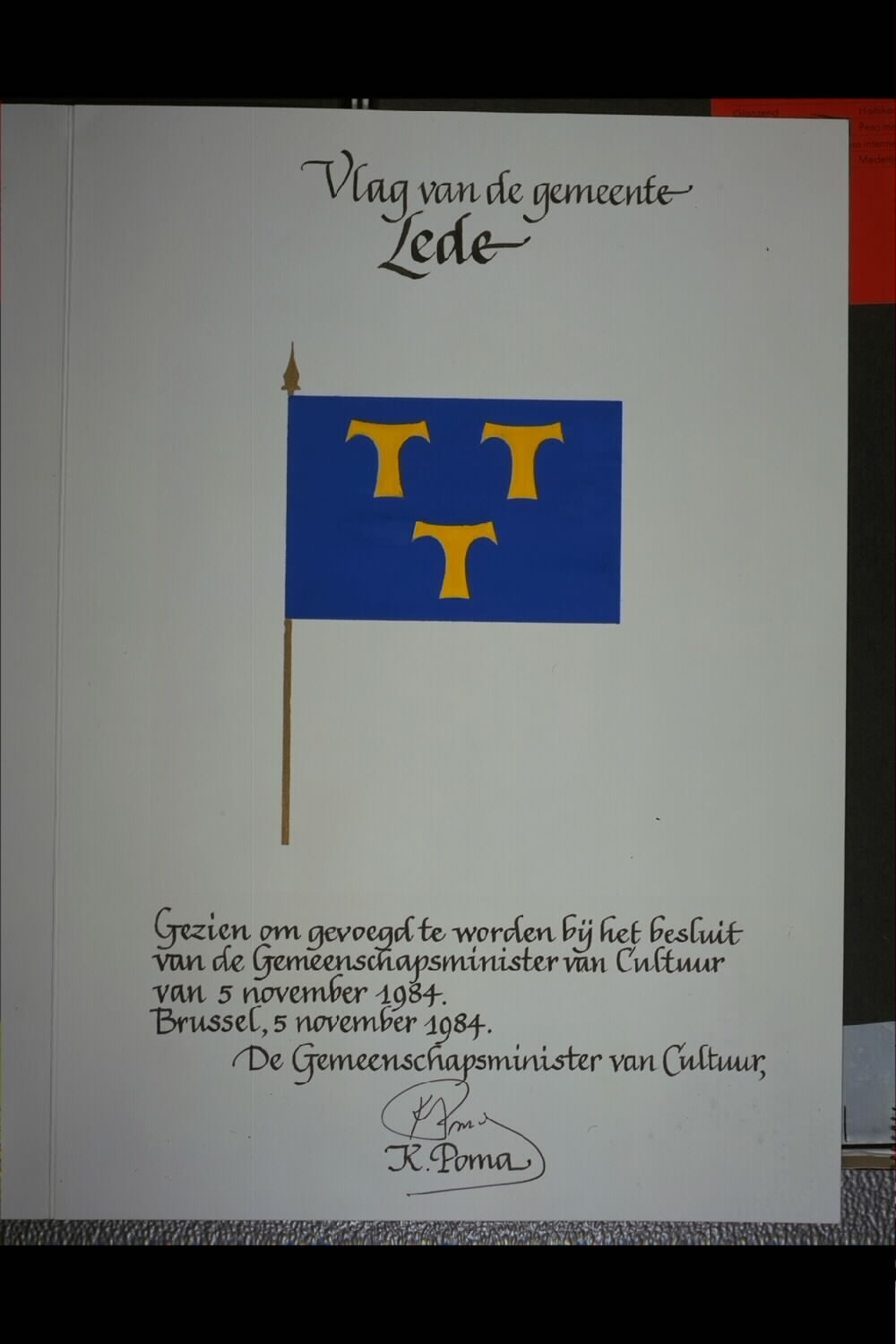
Ontwerp vlag getekend door Karel Poma